# Tioconazol
Sulconazolul este un antifungic derivat de imidazol, fiind utilizat în tratamentul unor micoze vaginale, precum candidozele vulvo-vaginale. Calea de administrare disponibilă este cea vaginală (creme, ovule).
Molecula a fost patentată în 1975 și a fost aprobată pentru uz medical în anul 1982.

## Sinteză

Sinteza tioconazolului: